# Landa (Álava)
Landa es un concejo del municipio de Arrazua-Ubarrundia, en la provincia de Álava. 

## Situación
El pueblo de Landa se encuentra 17 km al norte de Vitoria en la orilla norte del embalse de Ullíbarri Gamboa. Los pueblos más cercanos son Ullívarri-Gamboa y Urbina.

## Historia
Este pueblo fue sepultado en su mayor parte con la construcción del embalse de Ullíbarri Gamboa a mediados del siglo XX. Sin embargo, como se salvaron algunos caseríos y el barrio de Santiagolarra, el concejo no llegó a desaparecer y ha perdurado hasta el día de hoy. Se pueden distinguir actualmente dos núcleos, un núcleo que recibe el nombre de Landa surgido junto a una ermita, y cercano a la antigua estación de tren del pueblo; y el barrio de Santiagolarra. Landa ha formado históricamente parte de la Hermandad de Ubarrundia y entró como parte de ella en el actual municipio de Arrazua-Ubarrundia.

## Demografía
| Gráfica de evolución demográfica de Landa entre 2000 y 2017 |
|                                                             |
| Población de derecho según los censos de población del INE. |

## Economía
El mayor atractivo de Landa es el Parque Provincial de Landa, una zona situada junto al pueblo y a orillas del embalse que ha sido acondicionada como playa y zona de baño. La zona dispone además de una zona ajardinada con mesas, asador, bar, etc. Se trata de un lugar muy apreciado por los vitorianos durante los meses de verano. Otro atractivo de Landa es que está unido a la ciudad de Vitoria por un bidegorri (carril-bici) acondicionado para cicloturistas. Este carril de bicicletas sigue la antigua vía del ferrocarril.

## San Vicente Landa
Da apellido a familias ubicadas en localidades como Sofuentes y Zaragoza. 

## Fiestas
Sus fiestas se celebran el 24 de agosto en honor al patrón San Bartolomé.

## Personas destacadas
- Ochoa Landa, tesorero de la reina Juana I de Castilla.[2]